# Gymnomitriaceae
Gymnomitriaceae es una familia de hepáticas del orden Jungermanniales. Tiene los siguientes géneros:

## Descripción
Se caracterizan por tener los márgenes de las hojas blanquecinos enteros, o plantas generalmente blanco-plateadas o grises en Gymnomitrion y los márgenes de las hojas no blanquecinos, plantas verdes, pardas, negras, rojizas, o púrpura en Marsupella.

## Taxonomía
Gymnomitriaceae fue descrita por Hugo Erich Meyer von Klinggräff y publicado en Die Höheren Cryptogamen Preussens 16. 1958.

## Géneros
| - Acolea - Apomarsupella - Anomomarsupella - Cesius - Dianthelia | - Eremonotus - Gymnomitrion - Herzogobryum - Marsupella - Nanomarsupella - Nothogymnomitrion | - Paramomitrion - Poeltia - Prasanthus - Sarcocyphos - Stephaniella - Stephaniellidium |